# Bad Zurzach
Bad Zurzach je obec v jednom z největším švýcarských kantonů — Aargau. Nachází se v okresu Zurzach, kde je také se svými 4 139 obyvateli (2014) největším městem.
Bad Zurzach byl dříve znám jako Zurzach, v referendu pořádaném 21. května 2006 se ale obyvatelé města rozhodli, že jméno přejmenují na současný název Bad Zurzach. Město se nachází na řece Rýn a má několik termálních pramenů, což z něj dělá oblíbenou turistickou atrakci. Starý trh, klášterní kostel sv. Verena a pozdně románský hrad Tenedo na Kirchlibuckém kopci jsou uvedeny na seznamu památek státního významu.

## Geografie

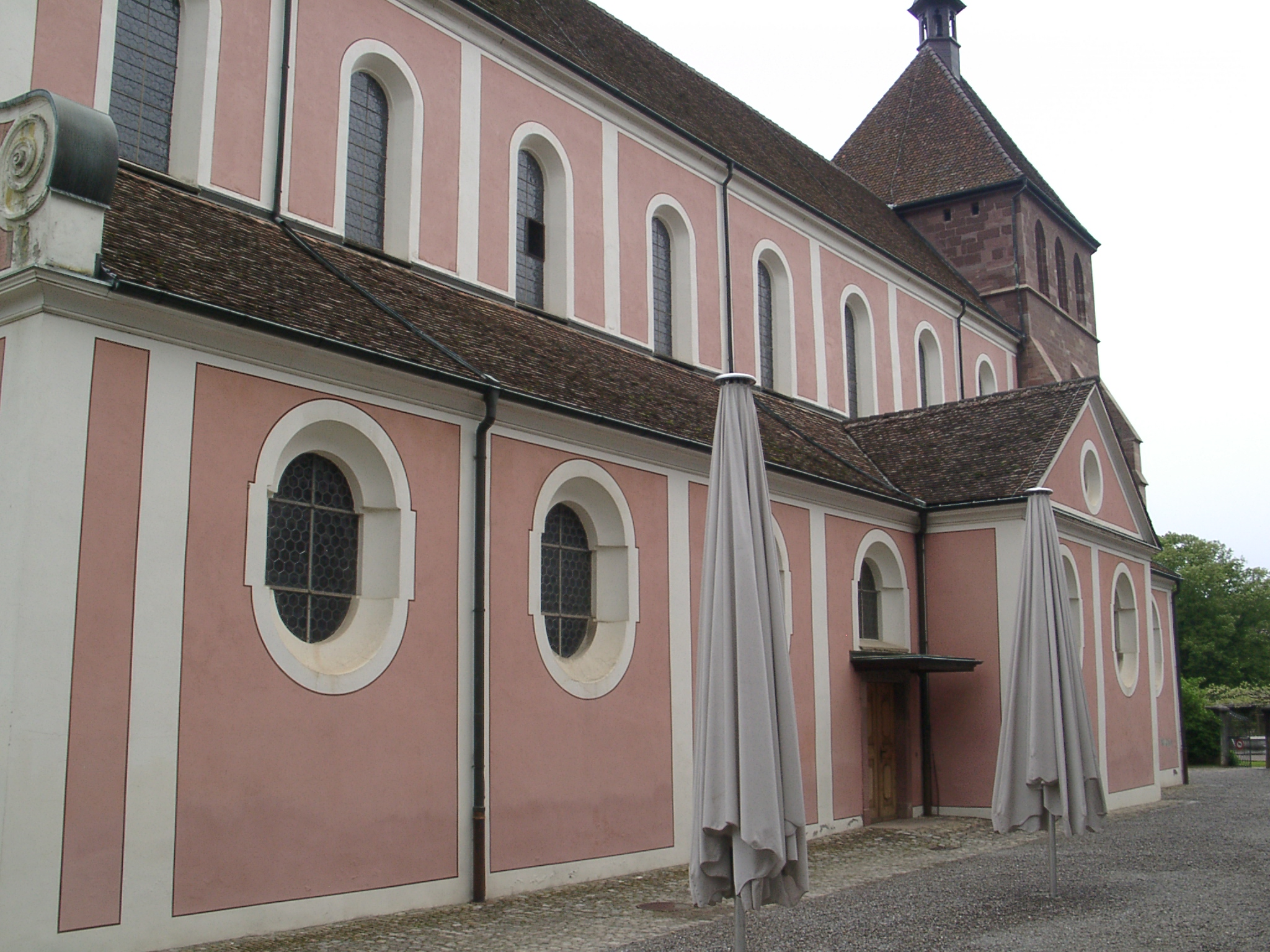
Kostel sv. Verena

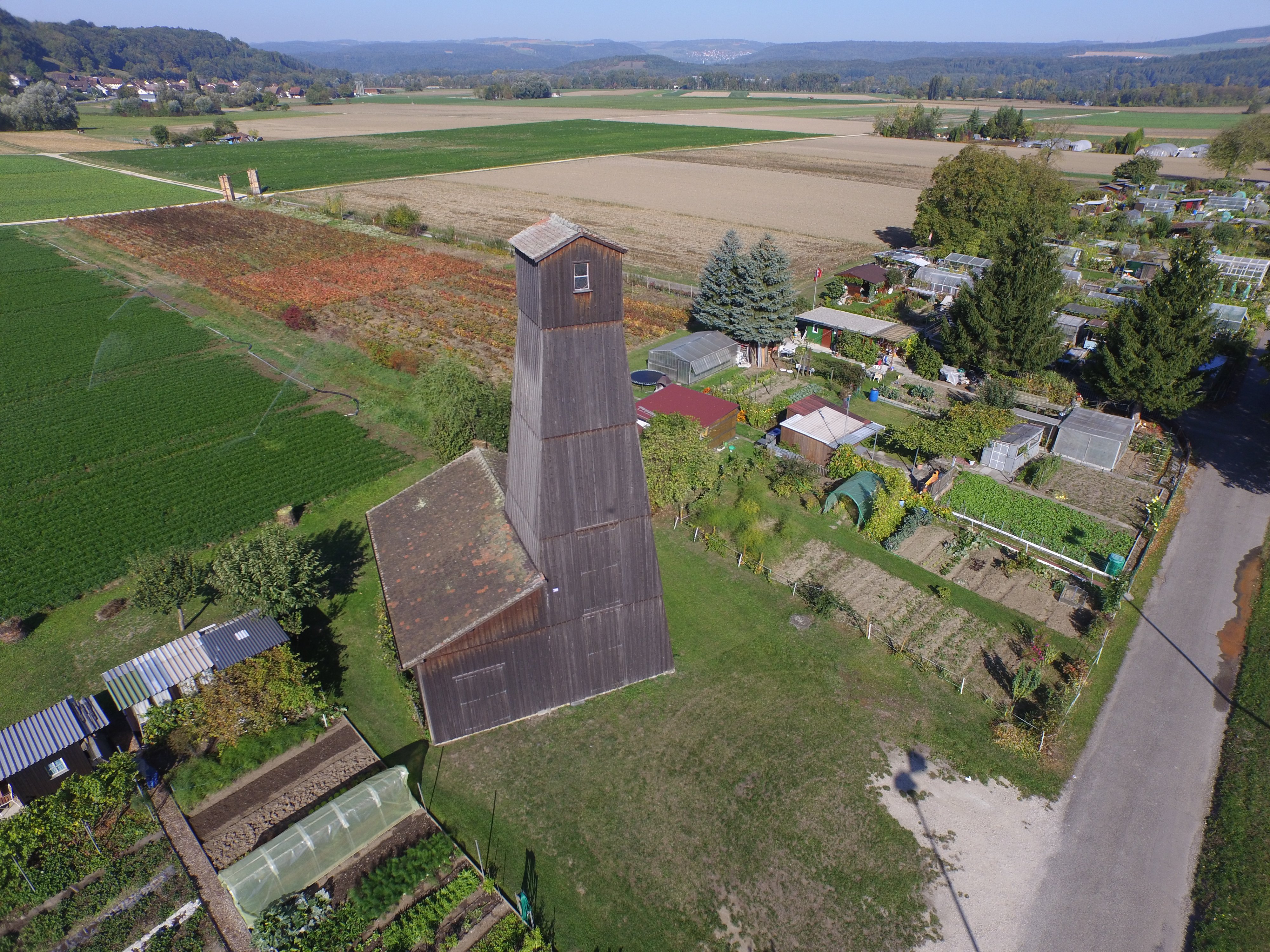
Pohled na vrtnou věž

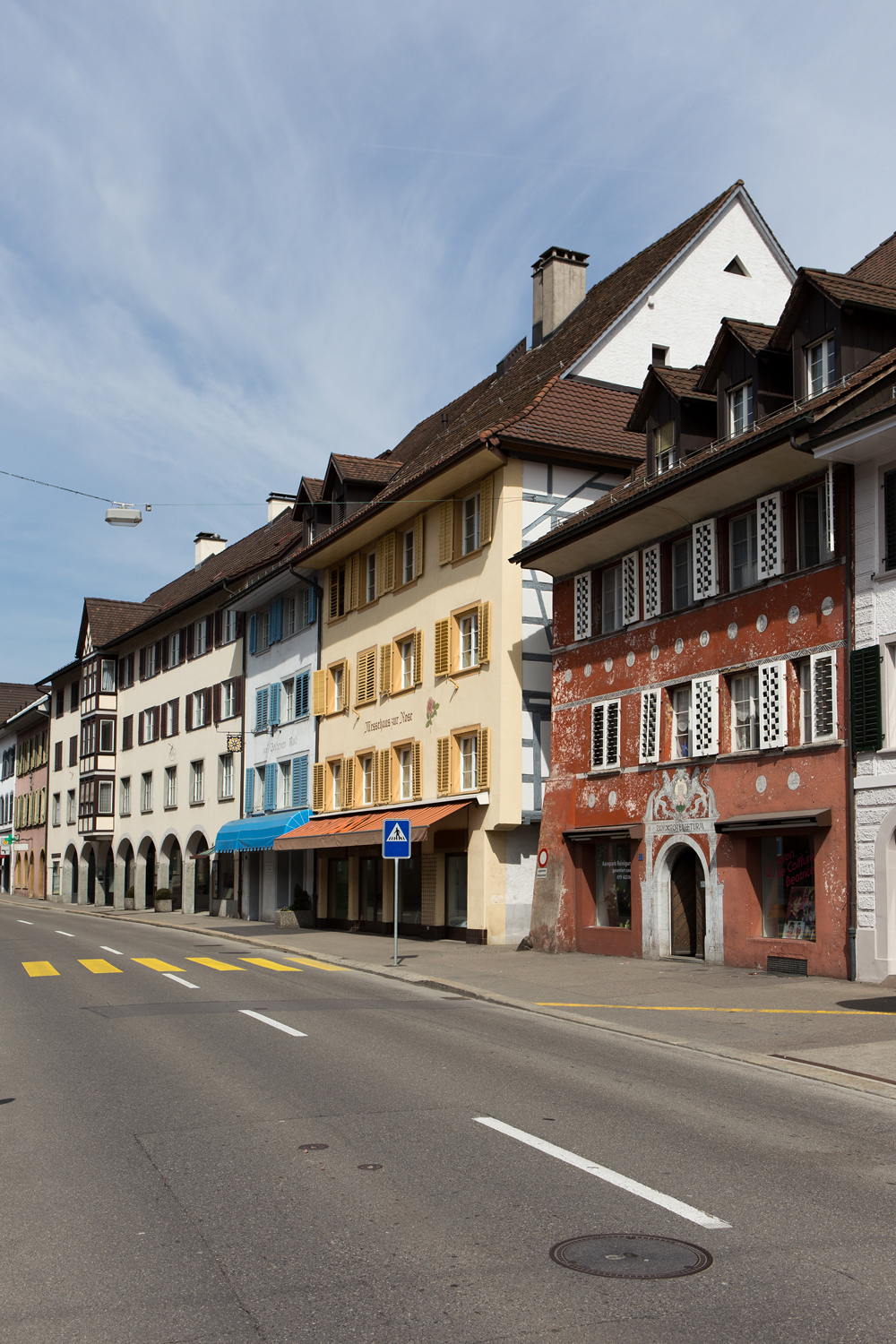
Pohled na ulici

Průměrná nadmořská výška obce je 341 m. Nejvyšší bod je náhorní plošině Achen a nachází se ve výšce 521. Naopak místo s nejnižší nadmořskou výškou se nachází na řece Rýn a má nadmořskou výšku 318 m.
Od roku 2009 má město rozlohu 6,52 km². Z toho se celkem 1,64 km², tedy 25,2 % území, využívá k zemědělským účelům. 2,78 km², tedy 42,6 %, je zalesněno. Zbytek území, tedy 1,82 km² (27,9 %) je obydlený nebo se bude dále využít pro stavbu budov. Jen 0,28 km² tvoří vodstvo a 0,01 km² neobdělavatelná půda.
Necelé 2 km od Bad Zurzachu přes řeku stojí část města Küssaberg; Rheinheim (německá spolková země Bádensko-Württembersko). Mimo to je Bad Zurzach obklopen menšími městy a obcemi Döttingen, Klingnau, Rekingen, Rietheim a Tegerfelden.

## Historie
Území Bad Zurzachu bylo obydleno již v době neolitu. Několik důkazů o životu lidí zde, pocházejí z doby bronzové. Roku 58 př. n. l. proběhla v blízkosti města bitvě u Bibracte, kde se utkali Julius Caesar a keltský kmen Helvetier. Tuto bitvu Caesar vyhrál a tím pádem se celé území dostalo pod nadvládu Římanů. V průběhu 1. století n. l. bylo postaveno dřevěné opevnění, dnes známé jako Tenedo. Roku 265 ale bylo zničeno požárem. Ptolemaios ve svém díle Geographike hyphegesis uvádí existenci města u Rýna, kde krátkou dobu pobýval i Tiberius.
Postupem času se Zurzach stal víceméně bezvýznamným místem, dokud se sem roku 1872 nepřestěhoval Jakob Zuberbühler, který zde založil firmu se specializací na textil. Jeho firma se dočkala velkého rozmachu během krátké doby. Roku 1876 byl Zurzach připojen k železniční trati Winterthur-Bülach-Koblenz. Od roku 1900 se zde vyráběl nábytek a o čtrnáct let později, roku 1914, byla pod městem objevena ložiska soli. Začala těžba a dřevěné jeřáby zde stojí i v současné době. Po první světové válce Jakob Zuberbühler zbankrotoval a o firmu přišel. Areál po ní odkoupila jiná firma na textil, která zde rozjela výrobu.
Dne 5. září 1955 bylo nashromážděno dostatek peněz k vyvrtání termálních pramenů. To mělo přivést do města více turistů a nakonec se ze Zurzachu stal jednou z nejvýznamnějších lázeňským obcí Švýcarska.

## Obyvatelstvo
V prosinci roku 2014 měla obec 4 139 obyvatel. Jen roku 2008 tvořili 34,7 % ze všech obyvatel cizinci. V celém okrese mluví německy 82,9 % obyvatel, výraznou menšinou jsou pak srbochorvatsky mluvící lidé (3,3 %) a v závěsu za nimi jsou Italové (3,2 %).
V roce 2000 zde byl 271 domácnosti s jednou nebo dvěma osobami, 811 domácností s 3 nebo 4 obyvateli a 501 domácností, které mají více než 5 členů. 44,4 % obyvatel tvoří římští katolíci. Míra nezaměstnanosti v Bad Zurzachu tvoří 2,04 %.

## Kultura
V katastrálním území Bad Zurzachu se nachází celkem šest památek celostátního významu. Dva z toho jsou kostely; bývalý kolegiátní kostel Sv. Verena a kostel reformované víry. Další památkou je Gasthof, což je kombinace restaurant s hotelem, Zur Waag a Salzbohrtürme jsou další památky. Mimo starou část obce se nachází i hrad Tenedo a strážní věž Oberfeld. Samotné město Bad Zurzach je součástí švýcarského dědictví UNESCO.
Místní knihovna, Fleckenbibliothek, je taktéž významné kulturní místo. V roce 2008 zde bylo celkem 10 302 knih.